# Open House València
Open House València és un festival d'arquitectura de portes obertes de la ciutat de València que se celebra un cap de setmana a l'any, i té l'objectiu de difondre l'arquitectura i el patrimoni de la ciutat als seus veïns. S'acull a la marca Open House, que promociona aquest tipus de festivals a ciutats d'arreu del món de 1992 ençà, quan va tenir lloc la primera edició a Londres. L'organització del festival és independent de qualsevol entitat o empresa, i bona part de la feina la duen a terme voluntaris aficionats a l'arquitectura i el patrimoni.
La primera edició tengué lloc el maig de 2019, en la qual participaren uns 30.000 visitants i una cinquantena d'edificis. La segona edició (2020) va estar marcada per la pandèmia per COVID-19, de manera que es va desplaçar a l'octubre i es va haver d'adoptar un model híbrid físic/virtual compatible amb les restriccions sanitàries. La tercera edició se celebrà el setembre de 2021, i va tenir una participació de més de 20.000 persones amb 50 edificis. La quarta edició del festival (2022) tendrà lloc el cap de setmana del 22 i 23 d'octubre.